# Mistrovství Slovenska 1939-1940
La Mistrovství Slovenska 1939-1940 vide la vittoria finale dello Slovan Bratislava.

## Classifica finale
|    | Classifica           | G  | V  | N | P  | GF  | GS | Pti |
| -- | -------------------- | -- | -- | - | -- | --- | -- | --- |
| 1  | Slovan Liberec       | 22 | 18 | 1 | 3  | 100 | 22 | 37  |
| 2  | AC Považská Bystrica | 22 | 15 | 3 | 4  | 76  | 29 | 33  |
| 3  | Žilina               | 22 | 13 | 2 | 7  | 50  | 36 | 28  |
| 4  | Spartak Trnava       | 22 | 9  | 5 | 8  | 41  | 47 | 23  |
| 5  | FC Vrútky            | 22 | 10 | 1 | 11 | 47  | 44 | 21  |
| 6  | Tatran Prešov        | 22 | 9  | 3 | 10 | 59  | 68 | 21  |
| 7  | ZTK Zvolen           | 22 | 7  | 7 | 8  | 46  | 58 | 21  |
| 8  | TTS Trenčín          | 22 | 7  | 4 | 11 | 43  | 42 | 18  |
| 9  | VAS Bratislava       | 22 | 8  | 2 | 12 | 39  | 74 | 18  |
| 10 | Spišská Nová Ves     | 22 | 6  | 4 | 12 | 41  | 69 | 16  |
| 11 | TS Topoľčany         | 22 | 7  | 2 | 13 | 32  | 54 | 16  |
| 12 | Banská Bystrica      | 22 | 5  | 2 | 15 | 30  | 61 | 12  |

## Verdetti
- Slovan Bratislava Campione di Slovacchia 1939-1940.
- TS Topoľčany e Banská Bystrica Retrocessi.